# Empoli Football Club 1961-1962
Questa voce raccoglie le informazioni riguardanti l'Empoli Football Club nelle competizioni ufficiali della stagione 1961-1962.

## Rosa
| N. |                   | Ruolo | Calciatore            |
| -- | ----------------- | ----- | --------------------- |
|    | Italia (bandiera) | D     | Alessandro Aldinucci  |
|    | Italia (bandiera) | A     | Alfredo Ancillotti    |
|    | Italia (bandiera) | C     | Piero Baroncini       |
|    | Italia (bandiera) | C     | Giampiero Betello     |
|    | Italia (bandiera) | C     | Furio Bigogno         |
|    | Italia (bandiera) | C     | Giulio Cantarigi      |
|    | Italia (bandiera) | C     | Ennio Cardoni         |
|    | Italia (bandiera) | C     | Domenico De Dominicis |
|    | Italia (bandiera) | C     | Mario Frustalupi      |
|    | Italia (bandiera) |       | Gareffa               |
|    | Italia (bandiera) |       | Giorgi                |

| N. |                   | Ruolo | Calciatore         |
| -- | ----------------- | ----- | ------------------ |
|    | Italia (bandiera) | C     | Rodolfo Innocenti  |
|    | Italia (bandiera) | D     | Giulio Lazzeri     |
|    | Italia (bandiera) | A     | Vieri Magli        |
|    | Italia (bandiera) | P     | Italo Maso         |
|    | Italia (bandiera) | C     | Egisto Pandolfini  |
|    | Italia (bandiera) |       | Pelagotti          |
|    | Italia (bandiera) | C     | Enzo Riccomini     |
|    | Italia (bandiera) | D     | Roberto Stefanutti |
|    | Italia (bandiera) | A     | Publio Tognoni     |
|    | Italia (bandiera) | A     | Sergio Tonini      |
|    | Italia (bandiera) | D     | Osvaldo Verdi      |